# Lana Del Rey (EP)
Lana Del Rey ist die dritte EP der US-amerikanischen Popsängerin Lana Del Rey.

## Entstehung und Artwork
Geschrieben wurden alle Lieder von Lana Del Rey, in Kooperation mit wechselnden Autoren. Am häufigsten wirkte der Autor Justin Parker mit. Alle Titel wurden von Emile Haynie, in Kooperation mit wechselnden Koproduzenten, produziert. Gemastert wurden die Songs von Metropolis Mastering in London, unter der Leitung des Briten John Davis. Gemischt wurden alle Lieder von Duncan Fuller, Manny Marroquin und Robopop. Die EP wurde unter den Musiklabels Interscope Records und Polydor veröffentlicht. Auf dem Cover der EP ist – neben der Aufschrift des Künstlers und des Liedtitels – Del Reys Oberkörper zu sehen. Das Coverbild ist das gleiche wie von der Maxi-Single zu Video Games.

## Veröffentlichung und Promotion
Die Erstveröffentlichung der EP erfolgte als Download in Kanada und den Vereinigten Staaten am 10. Januar 2012. Bis heute ist die EP nur zum Download in Kanada und den Vereinigten Staaten erhältlich. Das Album besteht aus vier Studioaufnahmen. Alle Titel die das Album beinhaltet wurden zuvor als Single veröffentlicht, sodass es sich hierbei um eine mini Kompilation handelt. Die EP diente als Vorbote zum drei Wochen später veröffentlichten Studioalbum Born to Die.

## Inhalt
Alle Liedtexte der EP sind in englischer Sprache verfasst. Musikalisch bewegen sich die Lieder im Bereich des Pop, des Indie-Pop, des Trip-Hop und des Sadcore. Bei jedem ihrer Stücke wurde sie von verschiedenen Instrumentalisten unterstützt (siehe Mitwirkende).
| # | Titel            | Autor(en)                             | Produzent(en)                    | Länge |
| - | ---------------- | ------------------------------------- | -------------------------------- | ----- |
| 1 | Video Games      | Lana Del Rey, Justin Parker           | Emile Haynie, Robopop            | 4:42  |
| 2 | Born to Die      | Lana Del Rey, Justin Parker           | Emile Haynie, Justin Parker (Co) | 4:45  |
| 3 | Blue Jeans       | Lana Del Rey, Emile Haynie, Dan Heath | Emile Haynie                     | 3:30  |
| 4 | Off to the Races | Lana Del Rey, Tim Larcombe            | Patrik Berger (Co), Emile Haynie | 5:01  |

## Singleauskopplungen
Bereits vier Monate vor der Veröffentlichung der EP, am 5. September 2011, wurde vorab die Single Video Games ausgekoppelt. Ebenfalls vorab erschienen zwei Monate später, am 4. November 2011, die Single Blue Jeans, zwei Wochen vor der Albumveröffentlichung, am 30. Dezember 2011, die Single Born to Die und vier Tage zuvor, am 6. Januar 2012, die Promo-Single Off to the Races. Bis auf Off to the Races platzierten sich alle Singles in den deutschen, österreichischen, schweizerischen, britischen oder US-amerikanischen Singlecharts.
Singles in den Charts

| Jahr | Titel                    | Höchstplatzierung, Gesamtwochen, AuszeichnungChartplatzierungen (Jahr, Titel, , Platzierungen, Wochen, Auszeichnungen, Anmerkungen) | Höchstplatzierung, Gesamtwochen, AuszeichnungChartplatzierungen (Jahr, Titel, , Platzierungen, Wochen, Auszeichnungen, Anmerkungen) | Höchstplatzierung, Gesamtwochen, AuszeichnungChartplatzierungen (Jahr, Titel, , Platzierungen, Wochen, Auszeichnungen, Anmerkungen) | Höchstplatzierung, Gesamtwochen, AuszeichnungChartplatzierungen (Jahr, Titel, , Platzierungen, Wochen, Auszeichnungen, Anmerkungen) | Höchstplatzierung, Gesamtwochen, AuszeichnungChartplatzierungen (Jahr, Titel, , Platzierungen, Wochen, Auszeichnungen, Anmerkungen) | Anmerkungen                                                   | [↑]: gemeinsam behandelt mit vorhergehendem Eintrag; [←]: in beiden Charts platziert |
| Jahr | Titel                    | DE | AT | CH | UK | US | Anmerkungen                                                   |                                                                                      |
| ---- | ------------------------ | --- | --- | --- | --- | --- | ------------------------------------------------------------- | ------------------------------------------------------------------------------------ |
| 2011 | Video Games              | DE1 ×2Doppelplatin · (33 Wo.)DE | AT2 Platin · (21 Wo.)AT | CH2 ×2Doppelplatin · (30 Wo.)CH | UK9 ×3Dreifachplatin · (31 Wo.)UK                                                                                                   | US91 ×3×2Dreifachplatin (Video Games) + Doppelplatin (Blue Jeans) · (1 Wo.)US                                                       | Erstveröffentlichung: 7. Oktober 2011 Verkäufe: + 6.653.600   |                                                                                      |
| 2011 | Blue Jeans[DE: ↑][AT: ↑] | DE1 ×2Doppelplatin · (33 Wo.)DE | AT2 Platin · (21 Wo.)AT | CH39 (16 Wo.)CH | UK32 Platin · (7 Wo.)UK[US: ↑] | US91 ×3×2Dreifachplatin (Video Games) + Doppelplatin (Blue Jeans) · (1 Wo.)US                                                       | Erstveröffentlichung: 4. November 2011 Verkäufe: + 3.075.000  |                                                                                      |
| 2011 | Born to Die              | DE29 Gold · (11 Wo.)DE | AT10 (12 Wo.)AT | CH13 (12 Wo.)CH | UK9 Platin · (18 Wo.)UK | US— ×3DreifachplatinUS | Erstveröffentlichung: 30. Dezember 2011 Verkäufe: + 4.538.400 |                                                                                      |

## Mitwirkende
| Albumproduktion - Carl Bagge: Arrangement - Patrik Berger: Bass, Gitarre, Perkussion, Koproduzent, Sampling, Synthesizer - Jeff Bhasker: Gitarre - John Davis: Mastering - Lana Del Rey: Gesang, Komponist - Duncan Fuller: Co-Abmischung - Larry Gold: Arrangement, Dirigent - Pelle Hansen: Cello - Emile Haynie: Autor, Gitarre, Keyboard, Musikproduzent, Schlagzeug - Dan Heath: Arrangement, Autor, Dirigent - Erik Holm: Bratsche - Dan Grech Marguerat: Abmischung - Tim Larcombe: Autor - Ken Lewis: Koproduzent - Justin Parker: Autor, Koproduzent - Robopop: Abmischung, Musikproduzent - Fredrik Syberg: Violine - Steve Tirpak: Streichinstrumente | Unternehmen - Interscope Records: Musiklabel - Metropolis Mastering: Mastering - Polydor: Musiklabel - Universal Music Publishing: Vertrieb |

## Rezensionen
Bill Lamb von about.com vergab vier von fünf Sternen für die EP. Er beschrieb Del Reys Stimme und die Musik als fesselnd, fügte aber hinzu, dass sich die Lieder zu sehr ähneln und er sich die Frage stelle, ob sie das Zeug dazu habe ein ganzes Album zu beleben. Trotz der großen Ähnlichkeiten der Lieder, zeigt Lamb große Wertschätzung für die Fähigkeit Del Reys, einige Rätsel persönlich und sehr selektiv bei der Aufdeckung von Details über sich selbst zu generieren.
John Bush von Allmusic betrachtet Del Rey als Femme fatale mit einer rauchigen Stimme, einer wohlen Erscheinung und mit dem Zeug zum Model. Jedoch vergab er nur 2,5 von fünf Sternen, mit der Begründung, dass es nur ein Einblick in das kommende Album sei.

## Kommerzieller Erfolg

### Chartplatzierungen
Lana Del Rey erreichte in den Vereinigten Staaten Position 20 der Billboard 200 und konnte sich insgesamt drei Wochen in den Charts halten. Für Del Rey war es der erste Charterfolg in den US-amerikanischen Albumcharts. Außer in den Vereinigten Staaten schaffte es die EP nur in Kanada für eine Woche in die Charts und erreichte dabei Position 18 der Albumcharts.
| ChartsChartplatzierungen       | Höchstplatzierung | Wochen |
| ------------------------------ | ----------------- | ------ |
| Vereinigte Staaten (Billboard) | 20 (3 Wo.)        | 3      |

### Verkäufe
In den Vereinigten Staaten konnte sich die EP in der ersten Verkaufswoche rund 14.000 Mal verkaufen. Bis zum 1. Februar 2012 verkaufte sich die EP insgesamt 24.000 Mal in den Vereinigten Staaten. Weitere Verkaufszahlen sind nicht bekannt.